# Медведка (инструмент)

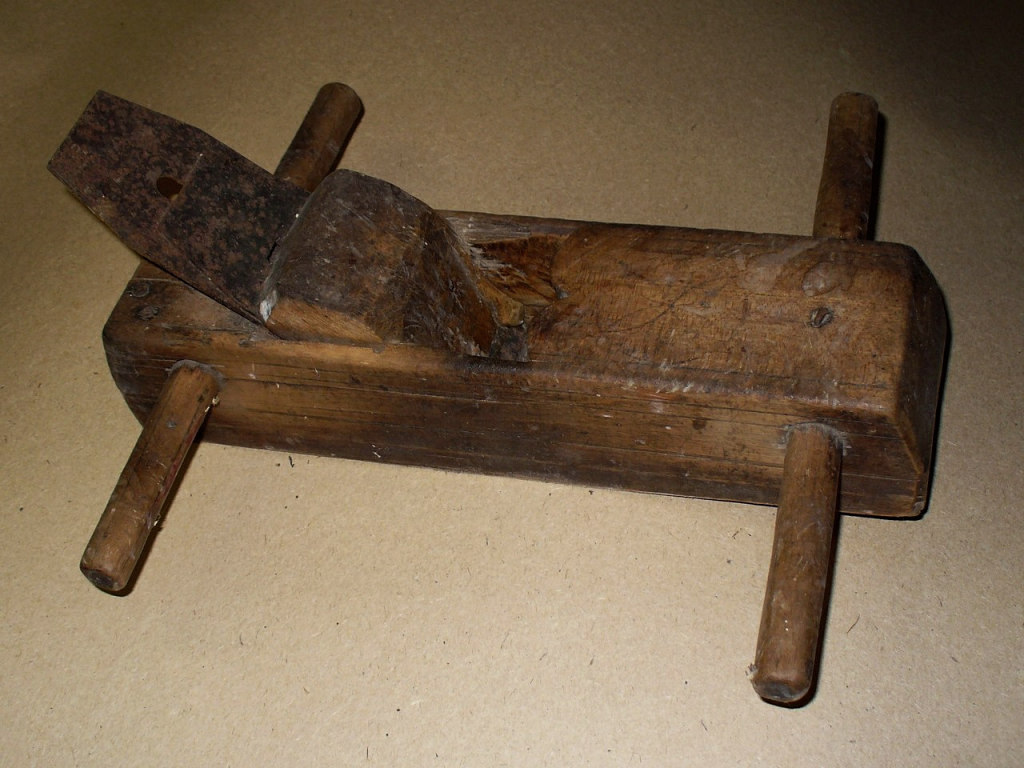
Медведка — двуручный рубанок; 1950-е годы

Медве́дка (двурушник) — столярный двуручный инструмент, предназначенный для выстрагивания различных поверхностей.
Медведка состоит из колодки, которая снабжена двумя рукоятками, посреди колодки леток; в него вкладывается железко, которое закрепляется деревянным клинышком. Двое плотников сидят друг против друга непосредственно на обрабатываемом дереве, и, взявшись за рукоятки, строгают способом «тяни—толкай» . Двойная тяга позволяет брать широкий захват и снимать толстую стружку, быстро выравнивая поверхность.
Медведка употребляется для того, чтобы выстрагивать поверхности, к которым не предъявляется высоких требований чистоты и гладкости, ею снимают, главным образом, следы топора в плотницкой работе.